# Chrysoblephus puniceus
Chrysoblephus puniceus es una especie de peces de la familia Sparidae en el orden de los Perciformes.

## Morfología
• Los machos pueden llegar alcanzar los 85 cm de longitud total.

## Distribución geográfica
Se encuentra desde las  costas de Mozambique y Madagascar hasta las de Sudáfrica.